# Torrent dels Escanagats
El Torrent dels Escanagats és un curs fluvial afluent per l'esquerra del Torrent de Coma que transcorre íntegrament pel terme municipal de Gósol, al Berguedà. Neix al Pla de la Muga i s'escola en direcció cap a ponent pel peu del vessant nord de la Serra de la Muga, travessa la carretera C-563 i desguassa al Torrent de Coma a un parell de centenars de metres al nord del nucli de Gósol. El tram del seu curs aigües amunt de la carretera C-563, forma part del Parc Natural del Cadí-Moixeró.

## Xarxa hidrogràfica
La xarxa hidrogràfica del Torrent dels Escanagats, que també transcorre íntegrament pel terme de Gósol, està constituïda per tres cursos fluvials que sumen una longitud total de 3.917 m.